# Ренату Пайва
Ренату Пайва (порт. Renato Paiva, нар. 22 березня 1970, Сертан) — португальський футбольний тренер, відомий за роботою в низці клубів різних країн. Чемпіон Еквадору. Переможець Ліги Баїяно.

## Кар'єра тренера
Ренату Пайва не грав у футбол на професійному рівні, та розпочав тренерську кар'єру в 2004 року, увійшовши до тренерського штабу молодіжної команди клубу «Бенфіка». У 2019 році тренер очолив другу команду клубу «Бенфіка», а в 2020 році став головним тренером еквадорського клубу «Індепендьєнте дель Вальє», з яким наступного року став чемпіоном Еквадору.
У 2022 році португальський фахівець став головним тренером мексиканської команди «Леон», а в 2023 році очолював бразильську команду «Баїя», з якою став переможцем Ліги Баїяно.
Протягом 2024 року Пайва очолював тренерський штаб мексиканського клубу «Толука». 28 лютого 2025 року португальський тренер очолив бразильський клуб «Ботафогу». Однак уже 30 червня 2025 року керівництво клубу звільнило португальського фахівця з посади у зв'язку з поганим виступом на клубному чемпіонаті світу 2025 року.

## Титули і досягнення
- Чемпіон Еквадору (1):

«Індепендьєнте дель Вальє»: 2021
- Переможець Ліги Баїяно (1):

«Баїя»: 2023